# Жукоцкий, Владимир Дмитриевич
Влади́мир Дми́триевич Жуко́цкий (6 марта 1954, Пальмировка, Днепропетровская область — 4 августа 2006, Белозерский сельсовет, Курганская область) — советский и российский философ и политолог, специалист в области философии религии и культуры, истории социально-политической мысли и марксистской философии в России. Доктор философских наук, профессор. Председатель Тюменской региональной организации Российского гуманистического общества. Председатель Нижневартовского отделения Российского философского общества. Создатель перспективной научной концепции русского реформационного процесса и модальной логики развития религиозных форм. По мировоззрению — социальный гуманист.

## Биография
Владимир Дмитриевич Жукоцкий родился 6 марта 1954 года в селе Пальмировка Пальмировского сельского совета Пятихатского района Днепропетровской области Украинской ССР, ныне село входит в Пятихатскую городскую общину Каменского района Днепропетровской области Украины.
В 1976 году окончил экономический факультет Курганского машиностроительного института.
Работал мастером участка, инженером-социологом Курганского машиностроительного завода.
С 1977 года преподавал философские науки в Куйбышевском авиационном институте, Курганском машиностроительном институте, Курганском государственном университете, Тюменском государственном университете.
В мае 1980 года вступил в КПСС. После роспуска партии придерживался левоцентристских политических ориентаций. Относился к религии как к важной стороне культурного развития человечества, наряду с традициями свободомыслия и атеизма.
В 1988 году окончил аспирантуру по кафедре истории философии Уральского государственного университета имени А. М. Горького (научный руководитель К. Н. Любутин). В том же году защитил диссертацию на соискание учёной степени кандидата философских наук по теме «Гуманистическая функция марксистско-ленинской философии».
С сентября 1996 по 2006 год заведовал кафедрой гуманитарных наук (в дальнейшем — кафедра философии) Нижневартовского экономико-правового института — филиала Тюменского государственного университета.
В 1997 году окончил докторантуру по кафедре истории философии Уральского государственного университета имени А. М. Горького.
В 2000 году в Уральском государственном университете имени А. М. Горького защитил диссертацию на соискание учёной степени доктора философских наук по теме «Русский марксизм в религиозном измерении: историко-философский аспект».
В 2001 году получил учёное звание профессора.
Владимир Дмитриевич Жукоцкий 4 августа 2006 года погиб в автомобильной катастрофе вблизи села Белозерское Белозерского сельсовета Белозерского района Курганской области (40 км к северу от Кургана), ныне село — административный центр Белозерского муниципального округа той же области. Похоронен на кладбище села Кетово Кетовского сельсовета Кетовского района Курганской области, ныне село — административный центр Кетовского муниципального округа той же области.
Являлся учредителем и руководителем проведения в Нижневартовске регулярных «Марксовских чтений» (1998, 1999, 2001, 2004) со статусом Всероссийской научной конференции. Выступал многолетним руководителем политического дискуссионного клуба «Полис» при НЭПИ ТюмГУ. Автор цикла телевизионных передач «Беседы о гуманизме» (2002). В апреле 2003 года под его руководством начал свою деятельность городской семинар «Наука и религия: проблемы современного гуманизма».

## Научная деятельность
В. Д. Жукоцкий является разработчиком научной концепции русского реформационного процесса и модальной логики развития религиозных форм. Феномен культурно-исторической и экзистенционально-личностной эволюции религиозного объяснял диалектикой теистической и атеистической составляющих религиозного сознания: религия—философия, культура—политика, православие—советизм. Атеистичности (через ступень пантеизма) давал достаточно широкое толкование, считая, что она является составной частью традиционных религиозно-догматической систем и функциональной религиозностью форм светской культуры. Таким образом поступательное развитие религиозных форм происходит от догматической к свободной религиозности. Считал, что «действительная демократия» образует равновзвешенность («диалоговый режим») консерватизма, либерализма и социалистической составляющих.
Развивал марксистскую парадигму социально-гуманитарного знания. В своих труда исследовал социальный идеал русской софийности и трагическую историю его трансформаций. Учение Карла Маркса рассматривал, как имеющее существенные иудаистские и христианские корни, его закономерность во всемирном историческом процессе секуляризации европейской и мировой культуры и его гуманистический потенциал. С культурологических позиций в рамках методологии религиозных войн рассматривал советское время в истории России, определяя его как эпоху запоздалой в сравнении с Европой, но насущной «духовной Реформации», целью которого должен быть стать слом многовековой патриархальности и переход к современности. Методологическую и идеологическую основу этого реформационного движения видел в опоре на воинствующие антирелигиозные взгляды российской интеллигенции конца XIX—XX вв., которые определял как «атеистический протестантизм». Феномен русского (советского) марксизма («религия советизма») рассматривал в социоцентрическом дискурсе и считал его выросшим из глубоко укоренившейся в русском народном сознании культурообразующей традиции «русской веры», выходящей далеко за рамки официального православия, а также народнической парадигмы, и отсюда имеющим множество устойчивых форм своего проявления в мире:
1. «легальный»
2. ортодоксальный
3. эмпириомонистический
4. богостроительский
5. импровизирующий
6. «бессознательный» и др.

## Преподавательская деятельность
Читал лекции по академическим курсам философии и политологии, по специальным курсам — «Духовные основы русской культуры», «Философия и история русского марксизма», «Политические институты и процессы в современной России», «Основы гуманизма», «Народничество: русский путь», «История религий и мировых цивилизаций».

## Награды
- «Почётный работник высшей школы» (2004)
- Грант Уральского государственного университета по фундаментальным исследованиям в области гуманитарных наук (1993)

## Память
В Нижневартовске проводятся «Марксовские чтения памяти В. Д. Жукоцкого».
Учёный совет Нижневартовского экономико-правового института учредил Премию имени В. Д. Жукоцкого.

## Семья
- Отец — Дмитрий Николаевич Жукоцкий (11 ноября 1930 — 18 октября 1988) был одним из руководителей Курганской области в 1960—1970-е гг[14].
- Жена — Зинаида Романовна Жукоцкая — доктор культурологии, профессор и заведующая кафедрой гуманитарных наук Нижневартовского экономико-правового института — филиала Тюменского государственного университета.

## Научные труды

### Диссертации
- Жукоцкий В. Д. Гуманистическая функция марксистско-ленинской философии : автореферат дис. … кандидата философских наук : 09.00.01 / Урал. гос. ун-т им. А. М. Горького. — Свердловск, 1988. — 19 с.
- Жукоцкий В. Д. Русский марксизм в религиозном измерении : Историко-философский аспект (недоступная ссылка) : автореферат дис. … доктора философских наук : 09.00.03. / Урал. гос. ун-т им. А. М. Горького. — Екатеринбург, 2000. — 48 с.
- Жукоцкий В. Д. Русский марксизм в религиозном измерении : Историко-философский аспект : диссертация … доктора философских наук : 09.00.03. / Урал. гос. ун-т им. А. М. Горького. — Екатеринбург, 2000. — 328 с.

### Монографии, пособия
- Жукоцкий В. Д. Философия и политика: Размышления о судьбах реформ в России (По страницам прессы и научных выступлений: 1992—1996). — Курган: Парус-М, 1996. — 114 с. ISBN 5-86047-079-7.
- Жукоцкий В. Д. Маркс после Маркса: Материалы по истории и философии марксизма в России / Под ред. К. Н. Любутин; рец.: М. Н. Щербинин, Р. А. Бурханов. — Нижневартовск : Приобье, 1999. — 184 с. ISBN 5-931040-02-1.
- Жукоцкий В. Д. Человек и религия: Философско-антропологическое введение Учебно-методическое пособие к спецкурсу / В. Д. Жукоцкий; рец. Я. Г. Солодкин. — Нижневартовск : Приобье, 1999. — 64 с.
- Жукоцкий В. Д. Политология. Курс лекций. Часть 1. (электронная версия 1996—1999).
- Жукоцкий В. Д. Маркс и Россия в религиозном измерении: Опыт историко-философской реконструкции смысла. — Нижневартовск : Приобье, 2000. — 351 с.
- Жукоцкий, В. Д. Философия : Учебное пособие (конспект-лекций для вузов) Ч. 1 — Нижневартовск : Приобье, 2001. — 170 с.
- Жукоцкий, В. Д. Народничество: русский путь. Лекции по спецкурсу. — Екатеринбург-Нижневартовск: УрГУ, 2004. — 337 с.
- Жукоцкий, В. Д. Политические институты и процессы в современной России. Учебно-методическое пособие по курсу «Политология». — Нижневартовск: «Приобье», 2004. — 48 с.
- Жукоцкий, В. Д. Основы современного гуманизма: курс лекций. — М.; Нижневартовск: Российское гуманистическое общество, Тюменский государственный ун-т, 2005. — 128 с. 500 экз. ISBN 5-87387-025-X
- Жукоцкий, В. Д. Основы современного гуманизма: учеб. пособие. — Нижневартовск : НЭПИ ТюмГУ, 2005. — 176 с.
- Жукоцкий, В. Д. Основы современного гуманизма: российский контекст. Курс лекций. — М.: РГО, 2006. — 518 с. (гриф УМО Министерства образования и науки РФ).
- Жукоцкий В. Д. Диалоги о русской революции, народном единстве и государственных праздниках современной России: Учебное пособие по курсам «Отечественная история» и «Политология». (недоступная ссылка) — Нижневартовск: Изд-во Нижневарт. гуманит. ун-та, 2006. — 201 с. — (Серия «Политологические этюды») ISBN 5-89988-259-X
- Жукоцкий, В. Д. Русская реформация XX века : статьи по культурфилософии советизма / В. Д. Жукоцкий, З. Р. Жукоцкая ; Рос. науч.-исслед. ин-т культур. природ. наследия им. Д. С. Лихачева. — М. : Новый хронограф, 2008. — 262 с. — (Сер. «Российское общество. Современные исследования»). ISBN 978-594881-061-4

### Статьи
на русском языке
- Жукоцкий В. Д. Социализм для России или Россия для социализма? // Социализм и Россия. Коллективная монография. — М., 1990.
- Жукоцкий В. Д. Субъективность философского знания // Философские науки. — 1990. — № 2. — С. 45-46.
- Жукоцкий В. Д. Нужна ли оппозиция новой власти // Философия и политика. — Курган : Парус-М, 1996. — С. 14-19.
- Жукоцкий В. Д. Между диктатурой и демократией. // Философия и политика. — Курган : Парус-М, 1996. — С. 19-26.
- Жукоцкий В. Д. Классика и современность: Эхо русской революции. // Философия и политика. — Курган : Парус-М, 1996. — С. 27-37.
- Жукоцкий В. Д. Будем бдительны! // Философия и политика. — Курган : Парус-М, 1996. — С. 40-43.
- Жукоцкий В. Д. Национальное возрождение: государство и регион // Философия и политика. — Курган : Парус-М, 1996. — С. 43-47.
- Жукоцкий В. Д. Строительство нации в России: региональный аспект. // Философия и политика. — Курган : Парус-М, 1996. — С. 47-51.
- Жукоцкий В. Д. Философская антропология вообще и в частности. // Маркс после Маркса. — Нижневартовск : Приобье, 1999. — С. 5-7.
- Жукоцкий В. Д. Учение К.Маркса и судьбы русской культуры в XX веке: постановка проблемы // Проблемы философской антропологии и философии культуры: Альманах. — Екатеринбург, 1999.
- Жукоцкий В. Д. Интеллигенция и церковь в России: выбор судьбы или тёмное вино хлыстовского смысло-образа // Мозаика смыслов. Труды кафедры философии Тюм. гос. ун-та. — Вып.2. — Тюмень: ТюмГУ, 1999.
- Жукоцкий В. Д. Русская интеллигенция и религия: опыт историософской реконструкции смысла // Философия и общество. 2001. — № 1. — С. 87-114.
- Жукоцкий В. Д. Народнические корни ленинизма: "хитрость разума " или «ирония истории»? // Вопросы философии. — 2001. — № 12. — С. 51-66; Вестник ТюмГУ. — 2001. — № 1. — С. 46-57.
- Жукоцкий В. Д. Пророк несбывшегося: Петр Струве и «эволюционная» критика марксизма. // «Свободная мысль — XXI». — 2001. — № 12. — С. 68-83.
- Жукоцкий В. Д. О тождестве противоположностей: к диа-логике ницшеанства и марксизма в России. // Общественные науки и современность. — 2002. — № 4. — С. 144. ISSN 08690499
- Жукоцкий В. Д. Педагогическая гуманистика // Вестник Российского философского общества. — 2002. — № 4. — С. 161—164.
- Жукоцкий В. Д. Едва заметный пунктир истины.: гражданин, гражданское общество и диктатура пролетариата. // Свободная мысль — XXI : Теорет. и полит. журн. — 2003. — № 1. — С. 80-95 . ISSN 08694435
- Жукоцкий В. Д. «Власть: физика и метафизика социального» // «Дискурс-Пи». — 2003. — № 3.
- Жукоцкий В. Д. Максим Горький: от «сверхчеловека» к «всечеловеку» в зеркале символических форм // Философские науки. —2003. — № 1. — С. 47-61
- Жукоцкий В. Д. «Эмпириомонистический» марксизм А. А. Богданова: проблема идеологии // Вестник Московского университета. Серия 7. Философия. — № 1. — 2004. — С. 38-53. (копия статьи)
- Жукоцкий В. Д. Русская реформация XX века: логика исторической трансформации атеистического протестантизма большевиков. // Общественные науки и современность. — 2004. — № 3. — С. 89-102. ISSN 08690499
- Жукоцкий В. Д. Вступительное слово // Проблемы социального гуманизма: история и современность: (Четвертые Марксовские чтения): Материалы респ. очно-заочной научной конференции, посвященной 160-летаю Марксовских «Экономическо-философских рукописей 1844 г.» (Нижневартовск, 5 марта, 29 мая 2004 года) / Отв. ред. В. Д. Жукоцкий. Нижневартовск, 2004. — С. 18.
- Жукоцкий В. Д. Концепция Марксовских чтений в Нижневартовске. // Проблемы социального гуманизма: история и современность: (Четвертые Марксовские чтения): Материалы респ. очно-заочной научной конференции, посвященной 160-летаю Марксовских «Экономическо-философских рукописей 1844 г.» (Нижневартовск, 5 марта, 29 мая 2004 года) / Отв. ред. В. Д. Жукоцкий. Нижневартовск, 2004. — С.
- Жукоцкий В. Д. Марксизм и утопизм: по страницам одного издания. // Проблемы социального гуманизма: история и современность: (Четвертые Марксовские чтения): Материалы респ. очно-заочной научной конференции, посвященной 160-летаю Марксовских «Экономическо-философских рукописей 1844 г.» (Нижневартовск, 5 марта, 29 мая 2004 года) / Отв. ред. В. Д. Жукоцкий. Нижневартовск, 2004. — С.
- Жукоцкий В. Д. Русская религиозная традиция и образование Архивная копия от 8 июня 2019 на Wayback Machine // «Здравый смысл». — 2004. — № 1 (30).
- Жукоцкий В. Д. Философский манифест // Вестник Российского философского общества. — 2004. — № 1. — С. 155—160
- Жукоцкий В. Д. Философский манифест (по материалам вступительного доклада на конференции «Наука и религия: проблемы современного гуманизма», Нижневартовск, 22 апреля 2003 г.) Архивная копия от 4 марта 2016 на Wayback Machine // «Здравый смысл». — 2004. — № 2 (31)
- Жукоцкий В. Д. Апостол Просвещения или Кантовские откровения о морали и религии // Вестник Российского философского общества. — 2004. — № 4. — С. 112—115.
- Жукоцкий В. Д. Апостол Просвещения или Кантовские откровения о морали и религии // Кант и современность. Международный конгресс, посвящённый 280-летию со дня рождения и 200-летию со дня смерти Иммануила Канта (24- 28 мая 2004 г., Москва). Материалы конгресса. — М.: Институт философии РАН, 2004.
- Жукоцкий В. Д. Судьбы социального гуманизма в современном мире // Философская антропология и гуманизм. Коллективная монография. — Владимир: ВГПУ, 2004. — С.
- Жукоцкий В. Д. Философия культуры — культурфилософия — культурология — история культуры // Философские науки. — 2004. — № 7. — С. 89- 102.
- Жукоцкий В. Д. Народничество русской интеллигенции и культуры // Философия и общество. — 2004. — № 3. — С. 156—176.
- Жукоцкий В. Д. Шеллинг и русский символизм // Вестник ТюмГУ. —2004. — № 1. — С. 45-57.
- Жукоцкий В. Д., Кувакин В. А.  Философия как идеология и культура гуманистического дискурса // Вестник Российского философского общества. — 2005. — № 2. — С. 83 — 85
- Жукоцкий В. Д., Кувакин В. А.  Почему необходим учебный курс «Основы современного гуманизма»? Архивная копия от 7 октября 2018 на Wayback Machine // «Здравый смысл». — 2005. — № 4 (37).
- Жукоцкий В. Д. Светский гуманизм как мировоззренческая основа современных межкультурных коммуникаций. Вводная лекция к курсу «Основы современного гуманизма» Архивная копия от 10 декабря 2018 на Wayback Machine // «Здравый смысл». — 2005. — № 4 (37).
- Жукоцкий В. Д. «Российский конституционализм и современный политический процесс» // «Дискурс-Пи». — 2005. — № 5.
- Жукоцкий В. Д. Самоидентификация России: единство досоветского, советского и постсоветского // «Россия: тенденции и перспективы развития», ИНИОН РАН, 17 декабря 2005 г. Секция «Самоидентификация России: фундаментальные и прикладные аспекты».
- Жукоцкий В. Д. Гуманистические аспекты глобализации: о единстве внутреннего и внешнего в становлении человеческой универсальности // Культура на рубеже XX—XXI веков: Глобализационные процессы. Материалы Международной научной конференции Гос. Института искусствознания и Научного совета по истории мировой культуры РАН (г. Москва, 22-23 ноября 2005 г.). — М., 2005. — С. 109—121.
- Жукоцкий В. Д. Философия и гуманизм: задачи консолидации гуманитарного знания и культуры. Открытое письмо к учёным-гуманитариям Архивная копия от 14 марта 2019 на Wayback Machine // «Здравый смысл». — 2006. — № 3 (40). (копия статьи)
- Жукоцкий В. Д. Лютер и Ленин: две культурологические модели реформации Архивная копия от 12 июля 2019 на Wayback Machine // Общественные науки и современность. — 2006. — № 1. — С. 69-82.
- Жукоцкий В. Д., Жукоцкая З. Р. Реформация как универсалия культуры: перекличка эпох и поколений // Жукоцкий В. Д., Жукоцкая З. Р. Русская Реформация XX века: статьи по культурософии советизма. — М.: Новый хронограф, 2008. — С. 4-52. (копия статьи) (также опубликовано в Поколение в социокультурном контексте XX века / Отв. ред. Н. А. Хренов. Гос. ин-т искусствознания М-ва культуры и массовых коммуникаций; Научный совет «История мировой культуры» РАН. — М.: Наука, 2005. — С. 239—283.)
- Жукоцкий В. Д., Жукоцкая З. Р. Социально-гуманистическая парадигма русского народничества // Жукоцкий В. Д., Жукоцкая З. Р. Русская Реформация XX века: статьи по культурософии советизма. — М.: Новый хронограф, 2008. — С. 85-107. (копия статьи)
- Жукоцкий В. Д., Жукоцкая З. Р. «Эмпириомонистический» марксизм А. А. Богданова: проблема идеологии // Жукоцкий В. Д., Жукоцкая З. Р. Русская Реформация XX века: статьи по культурософии советизма. — М.: Новый хронограф, 2008. — С. 147—162.
- Жукоцкий В. Д., Жукоцкая З. Р. О тождестве противоположностей: к диалогике ницшеанства и марксизма в России // Жукоцкий В. Д., Жукоцкая З. Р. Русская Реформация XX века: статьи по культурософии советизма. — М.: Новый хронограф, 2008. — С. 196—226. (Жукоцкая З. Р., Жукоцкий В. Д. О тождестве противоположностей: к диалогике ницшеанства и марксизма в России Архивная копия от 9 декабря 2017 на Wayback Machine // Общественные науки и современность. — 2002. — № 4. — С. 125—144.)
- Жукоцкий В. Д., Жукоцкая З. Р. Русская Реформация XX века: логика исторической трансформации атеистического протестантизма большевиков // Жукоцкий В. Д., Жукоцкая З. Р. Русская Реформация XX века: статьи по культурософии советизма. — М.: Новый хронограф, 2008. — С. 227—247. (Жукоцкий В. Д. Русская реформация XX века: логика исторической трансформации атеистического протестантизма большевиков Архивная копия от 16 августа 2017 на Wayback Machine // Общественные науки и современность. — 2004. — № 3. — С. 89-101.)
- Жукоцкий В. Д. Глобализация в гуманистической перспективе. // Национальные интересы. № 2/2009 (работа была также представлена на IV Российском философском конгрессе «Философия и будущее цивилизации» — Симпозиум «Гуманизм как система ценностей: история и современность»)
- Жукоцкий В. Д. Современный гуманизм Архивная копия от 12 июля 2019 на Wayback Machine // «Здравый смысл». — 2009. — № 3 (52).

на других языках
- Zhukocky V. D. Luther et Lenine’ deux modeles culturels de la R`eformation // Lumieres — messianisme — revolution. Chronigues slaves. Numero 1 — 2005. Centre D’etudes Slaves contemporaines. Universite` Stendhal-Grenoble 3, p. 35-48.

### Рецензии
- Жукоцкий В. Д. Рец.: Кондаков И. В. Культурология: история культуры России: Курс лекций. — М.: ИКФ Омега-Л, Высшая школа, 2003 // Вопросы философии. — 2004. — № 8. — С. 121—128.

### Научная редакция
- Философская антропология: наука, культура, религия, экономика : Вторые Марксовские чтения: Материалы межвузовской научной конференции преподавателей и студентов.15 мая 1999 года / ред. отв. В. Д. Жукоцкий. — Нижневартовск : Приобье, 1999. — 96 с.
- Современный гуманизм: документы и исследования. // Здравый смысл.: Журнал скептиков, оптимистов и гуманистов. Спец. вып. / Сост. В. А. Кувакин. — М.: РГО, 2000.
- Карл Маркс и Россия : рубежи столетий: Третьи Марксовские чтения : Материалы Всерос. науч.-практ. конф., г. Нижневартовск, 18-19 мая 2001 г. / и др. ; ред. отв. В. Д. Жукоцкий ; Министерство образования РФ. — Екатеринбург : Издательство Уральского университета, 2002. — 210 с. — ISBN 5-7584-0070-X
- Наука и религия : Проблемы современного гуманизма. Материалы Межрегиональной научной конференции. Нижневартовск, 22 апр. 2003 года / ред. отв. В. Д. Жукоцкий. — Нижневартовск : Изд-во Нижневарт. пед. ин-та, 2003. — 217 с. ISBN 5-89988-180-1
- Проблемы социального гуманизма: история и современность: Четвёртые марксовские чтения: Материалы Респ. очно-заочной науч.конф. Нижневартовск, 5 марта, 29 мая 2004 г. / ред. отв. В. Д. Жукоцкий. — Нижневартовск : Нижневартовский экономико-правовой институт ТюмГУ, 2004. — 327 с. ISBN 5-87387-017-9
- Государство и революция. Материалы Межвузовской научной конференции, посвящённой 100-летию Первой русской революции (Нижневартовск, 17 октября 2005 г.) / Отв. ред. В. Д. Жукоцкий. — Нижневартовск: Изд-во НГГУ, 2005. — 103 с.
- Гуманизм социальный, либеральный и религиозный: проблема диалога. Материалы Республиканской очно-заочной научной конференции с международным участием, посвящённой 75-летию Тюменского государственного университета (Нижневартовск, 17 ноября 2005 г.) / Отв. ред. В. Д. Жукоцкий. — Нижневартовск: НЭПИ ТюмГУ, 2006. — 405 с.

## Рецензии и отзывы на работы В. Д. Жукоцкого
- Емельянов Б. В. Маркс после Маркса (Нижневартовск, 1999), Маркс и Россия в религиозном измерении (Нижневартовск, 2000) // Философское образование. Вестник Межвузовского Центра по русской философии и культуре. — 2000. — № 4. — С. 73-77.
- Крылов Д. А. Жукоцкий В. Д. К. Маркс и Россия в религиозном измерении. Опыт историко-философской реконструкции смысла. Нижневартовск: Изд. «Приобье», 2000 // Гуманитарный вектор. Выпуск 2 (7). — Чита, 2000. — С. 135—140.
- Пивоваров Д. В. Жукоцкий В. Д. Маркс после Маркса. Материалы по истории и философии марксизма в России. Нижневартовск: Изд. «Приобье», 1999 // Философия и общество. — 2001. — № 2. — С. 161—167.
- Черный Ю. Ю. Актуальность гуманизма // Здравый смысл. — 2005. — № 3 (36). — С. 24.

## Публицистика
- Любутин К. Н., Жукоцкий В. Д. Государство и революция: о разработке гражданской и государственной концепции празднования 7 ноября, как официального Праздника современной России.
- Жукоцкий В. Д. Русская революция — тенденция к фундаментализации // Альманах «Восток» № 12(24), декабрь 2004 г.